# Hessen-Rundfahrt 2006
Die 25. Hessen-Rundfahrt war ein Rad-Etappenrennen, das vom 13. bis zum 17. September 2006 stattfand. Das Rennen bestand aus 5 Etappen, wovon eine ein 18,5 Kilometer langes Einzelzeitfahren war. Zum 25-jährigen Jubiläum der Hessenrundfahrt wurde sie 2006 unter dem Namen 3 Länder-Tour der SV ausgetragen und führte neben Hessen auch durch Thüringen und Baden-Württemberg. Gesamtlänge der Rundfahrt sind ca. 725 Kilometer.
Das Rennen gehörte zur UCI Europe Tour 2006. Neben mehreren Continental Teams werden mit dem Team Milram, Team Gerolsteiner, T-Mobile Team und dem Team CSC insgesamt vier Mannschaften der UCI Pro Tour antreten. Die Rundfahrt ist mit den Tour-de-France-Startern Andreas Klöden, Patrik Sinkewitz, Matthias Kessler, Jens Voigt, Sebastian Lang, Georg Totschnig und Fränk Schleck sehr prominent besetzt.
Danilo Hondo war nicht bei der 3 Länder-Tour dabei, da die Veranstalter ihm die Starterlaubnis verweigerten. Tourmanager Christian Bergemann erklärte, dass Hondo von ihm keine Startnummer erhalten werde, da er ein verurteilter Dopingsünder sei. Hondo wurde zwar gesperrt, doch ein ordentliches Gericht hob die Sperre gegen ihn vorübergehend auf.

## Etappen

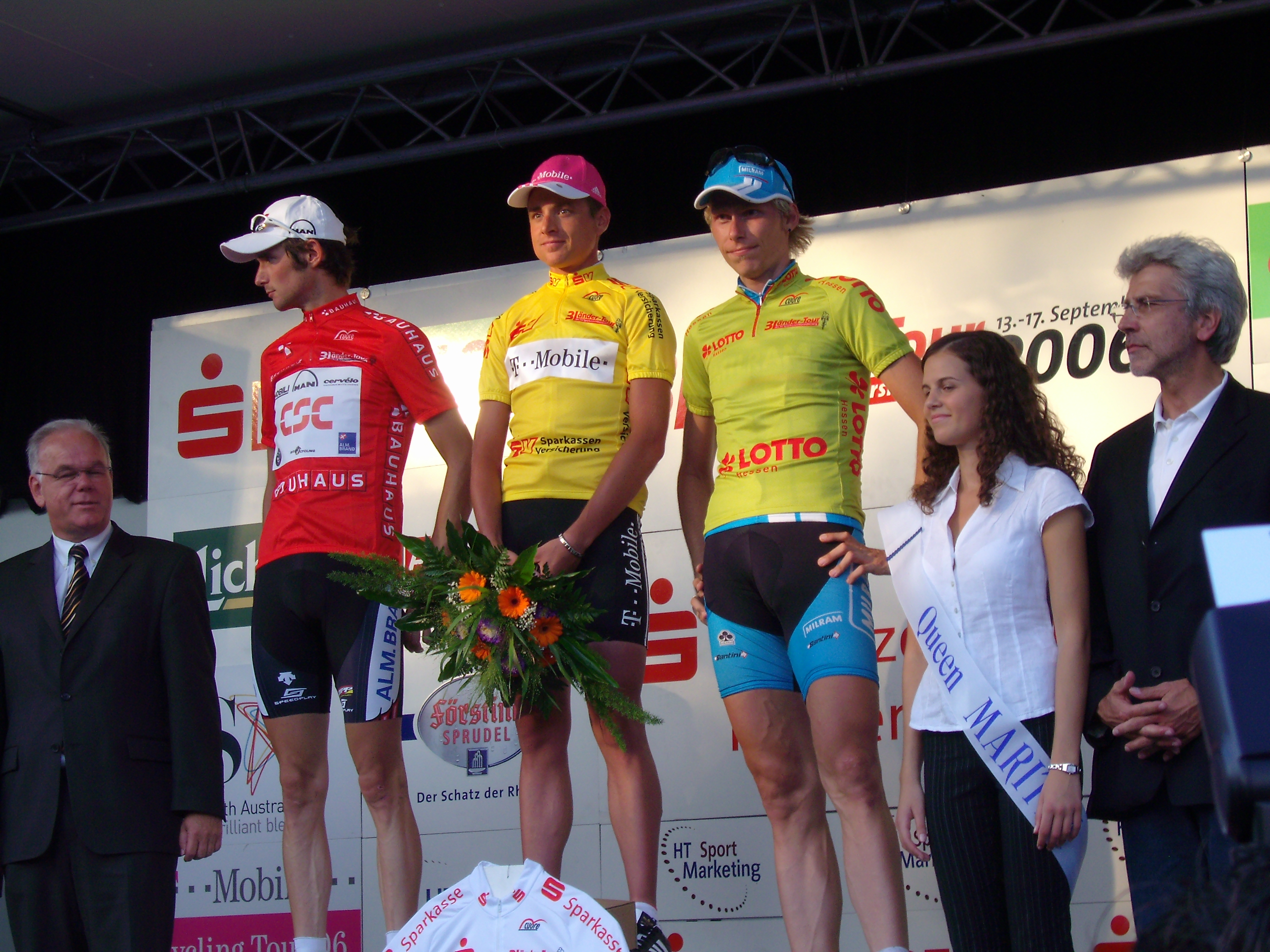
Die Führenden nach der 1. Etappe in Kassel

| Etappe    | Tag           | Start – Ziel                  | km         | Etappensieger    | Gesamtwertung    |
| --------- | ------------- | ----------------------------- | ---------- | ---------------- | ---------------- |
| 1. Etappe | 13. September | Erfurt – Kassel               | 208,1      | Patrik Sinkewitz | Patrik Sinkewitz |
| 2. Etappe | 14. September | Kassel – Battenberg/Allendorf | 180,9      | Karsten Kroon    | Patrik Sinkewitz |
| 3. Etappe | 15. September | Griesheim – Griesheim         | 18,5 (EZF) | Sebastian Lang   | Sebastian Lang   |
| 4. Etappe | 16. September | Griesheim – Wiesbaden         | 158,8      | Luke Roberts     | Sebastian Lang   |
| 5. Etappe | 17. September | Mannheim – Frankfurt a. M.    | 158,7      | Karsten Kroon    | Sebastian Lang   |